# Bembidion immaturum
Bembidion immaturum är en skalbaggsart som beskrevs av Carl Hildebrand Lindroth. Bembidion immaturum ingår i släktet Bembidion och familjen jordlöpare. Inga underarter finns listade i Catalogue of Life.

## Bildgalleri

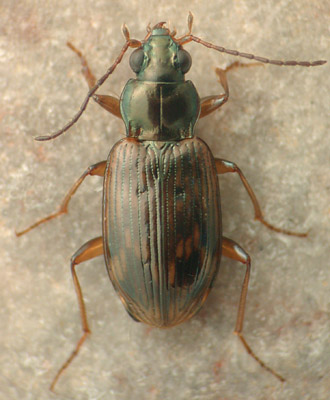